# Pack & Send
Pack & Send (englisch für: „Verpacken und Senden“) ist ein 1993 gegründetes australisches Kurier- und Frachtunternehmen mit Sitz in Moorebank, New South Wales, sowie Zweigniederlassungen in Neuseeland und dem Vereinigten Königreich. Das Unternehmen bietet verschiedene Fracht-, Kurier-, Post- sowie Umzugsdienstleitungen an. Darüber hinaus werden den Kunden Verpackungsdienstleistungen offeriert. Das Filialnetz umfasste 2020 weltweit 135 Geschäfte. Die Filialen werden über Franchising betrieben.